# Ozarba hemiphaea
Ozarba hemiphaea là một loài bướm đêm trong họ Noctuidae.